# Peyrissac
Peyrissac (Pairiçac auf Okzitanisch) ist eine französische Gemeinde mit 127 Einwohnern (Stand 1. Januar 2022) im Département Corrèze in der Region Nouvelle-Aquitaine. Die Einwohner nennen sich im Französischen Peyrissacois(es).

## Geografie
Die Gemeinde liegt im Zentralmassiv auf dem Plateau de Millevaches und somit auch im Regionalen Naturpark Millevaches en Limousin am linken Ufer der Vézère.
Tulle, die Präfektur des Départements, liegt ungefähr 30 Kilometer südlich, Brive-la-Gaillarde in etwa 50 Kilometer südwestlich und Treignac rund 10 Kilometer nordöstlich.
Der Ort liegt ungefähr 20 Kilometer nordöstlich der Abfahrt 45 der Autoroute A20.
Nachbargemeinden von Peyrissac sind Rilhac-Treignac im Norden, Soudaine-Lavinadière im Nordosten, Affieux im Osten, Le Lonzac im Südosten, Eyburie im Südwesten sowie Meilhards im Nordwesten.

## Wappen
Beschreibung: In Blau zwei rotgezungte und rotbewehrte goldene Löwen.

## Einwohnerentwicklung
| Jahr      | 1962 | 1968 | 1975 | 1982 | 1990 | 1999 | 2007 | 2016 |
| Einwohner | 97   | 148  | 131  | 110  | 106  | 140  | 136  | 131  |

## Sehenswürdigkeiten
- Kirche Saint-Blaise, Sakralbau aus dem 12. und 13. Jahrhundert[3]
- Brücke von Peyrissac über die Vézère[4]